# Herb powiatu grajewskiego

Projekt herbu powiatu grajewskiego z 2008

Projekt herbu powiatu grajewskiego z 2009

Herb powiatu grajewskiego – jeden z symboli powiatu grajewskiego, ustanowiony 28 maja 2013.

## Wygląd i symbolika
Herb przedstawia na tarczy w polu czerwonym kroczącego, złotego łosia o oku czarnym. Nad łosiem w lewym górnym rogu gwiazda ośmiopromienna złota. Łoś nawiązuje do przyrody gminy, w szczególności rezerwatu przyrody Czerwone Bagno, natomiast gwiazda pochodzi z herbu Szczuczyna, będącego przez wiele lat siedzibą powiatu.